# Majestical parade
『majestical parade』（マジェスティカル・パレード）は、2009年5月13日に発売されたナイトメアのメジャー6作目のアルバム。
CD＋DVD（「Can you do it?」のPV）＋写真集、CD＋DVD（「MELODY」のPV）、CDのみの3パターンリリース。

## 収録曲
1. Parade (3:04)
　（作詞:RUKA 作曲:咲人）
2. Can you do it? (4:31)
　（作詞:咲人 作曲:咲人）
3. Mr.trash music (2:56)
　（作詞:RUKA 作曲:RUKA）
4. NAKED LOVE (4:07)
　（作詞:YOMI 作曲:咲人）
メジャー14thシングル。
アニメ『魍魎の匣』エンディングテーマ曲
5. MASQUERADE (4:42)
　（作詞:RUKA 作曲:RUKA）
6. MELODY (original ver.) (4:34)
　（作詞:RUKA 作曲:RUKA）
「MELODY (dwango限定配信Ver.)」も存在する。
　2009年4月29日から dwango でダウンロード配信され、アルバムヴァージョンとは歌詞が一部異なる。
　配信日前に予約することにより、携帯限定でオリジナルカウントダウン待ち受けの特典が付いた。
7. Cynical Re:actor (4:08)
　（作詞:咲人 作曲:咲人）
8. ジャイアニズム究 (2:38)
　（作詞:YOMI 作曲:咲人）
ジャイアニズムシリーズの究極（9曲）目。
9. Nothing you lose (4:33)
　（作詞:YOMI 作曲:Ni～ya）
　ナイトメア2度目のNi～ya作曲
10. Lost in Blue (4:16)
　（作詞:RUKA 作曲:RUKA）
アニメ『魍魎の匣』オープニングテーマ曲
11. シンプライフ (5:04)
　（作詞:咲人 作曲:咲人）
12. クロニクル (4:57)
　（作詞:咲人 作曲:咲人）

## 参加ミュージシャン
- TOHRU TOMIYASU - Drums Tuner
- TOORU YOSHIDA (LION HEADS) - Keyboards
- SHIRO SASAKI (BIG HORNS BEE) - Horn Arrangement, Trumpet
- KAZUKI KATSUTA - Tenor Sax
- WAKABA KAWAI - Trombone
- MIWA GARDNER - Woman Voice
- SHINOBU (Creature Creature、The LEGENDARY SIX NINE) - Manipulator
- TAKAYUKI KURIHARA - Manipulator